# O Amor É o Segredo
"O Amor É o Segredo" é uma canção do cantor brasileiro Vitor Kley, contida no seu quarto álbum de estúdio A Bolha (2020). A faixa foi lançada em 2 de abril de 2020, como primeiro single do álbum. Foi composta pelo próprio Kley, e produzida por Rick Bonadio.

## Vídeo musical
O videoclipe da canção foi lançado em 5 de abril, contando com a participação de sua namorada, Carolina Loureiro. Nele, Vitor e a namorada gravam sua rotina em tempos de pandemia,[carece de fontes?] ambos em suas casas, no Brasil e em Portugal. O clipe foi dirigido e editado por Henrique C. Corrêa.

## Créditos
Créditos adaptados do Tidal.
- Vitor Kley - compositor, vocais
- Rick Bonadio - produtor

## Desempenho nas tabelas musicais

### Posições
| Tabela musical (2020)           | Melhor posição |
| ------------------------------- | -------------- |
| Brasil (Brasil Hot 100 Airplay) | 53             |
| Portugal (AFP)                  | 110            |